# Grand Hustle Records

Firmenlogo von Grand Hustle Records

Grand Hustle Records ist ein US-amerikanisches Sublabel des zur Major-Gruppe Warner Music gehörigen Atlantic Records. Es wurde 2003 von Clifford „T.I.“ Harris Jr. und Jason Geter gegründet.

## Unter Vertrag stehende Künstler
- T.I.
- P$C
- Young Dro
- Mac Boney
- Big Kuntry King
- Governor
- Rashad Morgan
- B.G.
- Xtaci
- J.R. GET MONEY
- Yung L.A.
- Young Slay
- B.o.B
- Rich Kids
- Iggy Azalea
- Trae Tha Truth
- Travis Scott

## Unter Vertrag stehende DJs
- DJ Drama
- Khao
- Lil' C
- Keith Mack
- Tony Galvin

## Veröffentlichte Alben
- T.I.
  - Trap Muzik (2003, #4 US-Charts)
  - Urban Legend (2004, #7 US-Charts)
  - King (2006, #1 US-Charts)
  - T.I. vs. T.I.P. (2007, #1 US-Charts)
  - Paper Trail (2008, #1 US-Charts)

- P$C
  - 25 to Life (2005, #10 US-Charts)

- Young Dro
  - Best Thang Smokin’ (2006, #3 US-Charts)

- Governor
  - Son of Pain (2006)

- DJ Drama
  - Gangsta Grillz: The Album (2007, #26 US-Charts)
  - Gangsta Grillz: The Album 2 (2009)

- Big Kuntry King
  - My Turn to eat (2008, #98 US-Charts)

- Iggy Azalea
  - The New Classic (2014, #3 US-Charts)